# Lies Cosijn
Alida (Lies) Meijers-Cosijn (Mojokerto, 25 april 1931 – Petten, 23 februari 2016) was een Nederlands keramist.

## Leven en werk
Cosijn werd geboren in Nederlands-Indië als dochter van de geoloog dr. Jan Cosijn (1901-1991) en Bertha Benschop (1903-1969). Haar vader werkte bij de Bandoengsche kininefabriek. Tijdens de Tweede Wereldoorlog werd ze met haar moeder geïnterneerd. Na de oorlog verhuisde de familie naar Nederland. Ze studeerde in de jaren 50 aan het Instituut voor Kunstnijverheidsonderwijs, als leerling van Theo Dobbelman, Iep Valkema en Wim de Vries. Ze was geïnteresseerd in klassieke archeologie, wat haar ertoe inspireerde zich op keramiek te richten. Vanaf 1956 werkte ze bij de experimentele afdeling van De Porceleyne Fles in Delft. Een jaar later trouwde ze met Herman Meijers (1923-2000), later hoogleraar Internationaal recht aan de Universiteit van Amsterdam. In 1963 opende ze een eigen atelier aan de Kloveniersburgwal in Amsterdam, een jaar later verhuisde ze met haar man naar Petten. Aan het huis werd een groot atelier gebouwd. Vanuit dit atelier werkte zij dagelijks en zorgde zij voor genoeg stukken voor twee tentoonstellingen per jaar in Galerie 'Het Kapelhuis' te Amersfoort. Later werkte Lies Cosijn voor Galerie Petit in Amsterdam.
Cosijn maakte unica keramiek en kleinplastiek. Ze kraste daarin vaak tekeningen en gedichten van onder anderen Achterberg en P.C. Hooft. Ze werd geïnspireerd door verhalen uit haar jeugd en het vluchtelingenwerk waarmee haar man zich bezighield. Ze gaf haar werk ook bewust titels mee, omdat er een verhaal achter zat. In 1969 won ze een gouden medaille op het Concorso Internazionale della Ceramica d'Arte Faenza. In 1972 ontving ze voor haar werk de David Röellprijs. Het stelde haar in staat een nieuwe, verbeterde oven te kopen. Cosijn exposeerde meerdere malen, onder andere bij het Museum Boijmans Van Beuningen, het Haags Gemeentemuseum en keramiekmuseum Princessehof. Diverse musea hebben haar werk in de collectie.
In 1992 werd ze benoemd tot Ridder in de Orde van Oranje-Nassau.
Cosijn overleed op 84-jarige leeftijd, in haar woonplaats Petten.

## Afbeeldingen

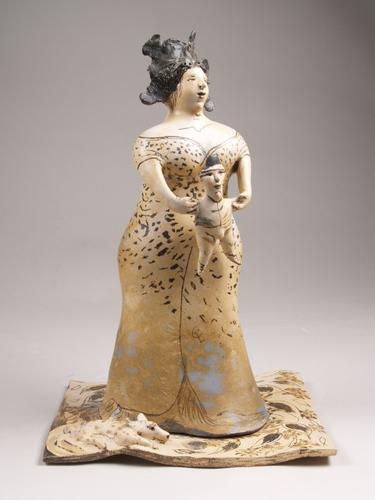
De bruid
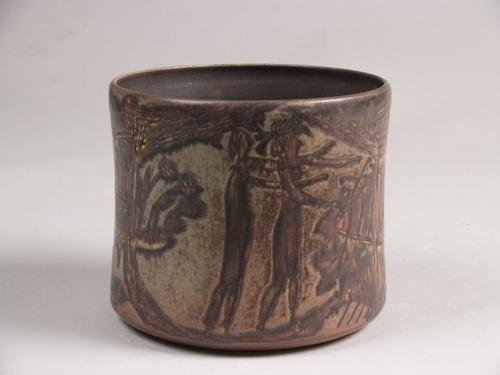
Autismepot
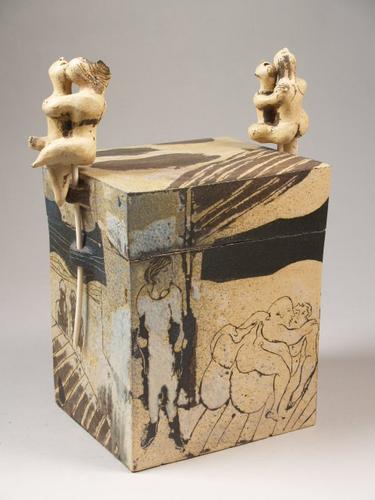
Op een mooie avond in september
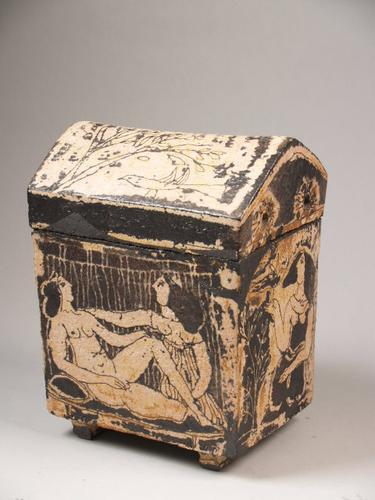
Liefdesdoos